# سعد الثوعي الغامدي
سعد الثوعي الغامدي (1947 - 1998م)، هو شاعر أديب وصحفي سعودي. ولد في قرية الجادية بالباحة عام 1947م/1367هـ، وقد حصل على الشهادة الثانوية من دار التوحيد بالطائف، وشهادة إعداد المعلمين بمكة المكرمة، وعمل بالتدريس. وهو عضو مؤسس بنادي الطائف الأدبي، وبدأ عمله الصحفي «صحيفة عكاظ»، وأشرف على الصفحة الشعبية المتخصصة فيها، ثم تولى إدارة مكتب عكاظ بالطائف، كما عمل بجريدتي «الجزيرة» و «البلاد».

## وفاته
توفي عام 1998م/1419هـ  بمدينة الطائف عن عمر ناهز 51 عاماً بعد معاناة مع مرض القلب.

## من مؤلفاته
```
له مجموعة من المؤلفات منها:
```

- مرافعات ضد العشق (شعر).
- مسكينة (شعر).
- هلا هيلة (شعر شعبي).